# Élections municipales de 2009 en Outaouais
Les élections municipales québécoises de 2009 se déroulent le 1er novembre 2009. Elles permettent d'élire les maires et les conseillers de chacune des municipalités locales du Québec, ainsi que les préfets de quelques municipalités régionales de comté.

## Outaouais

### Alleyn-et-Cawood
| Candidats pour la mairie       | Vote | %    |
| ------------------------------ | ---- | ---- |
| Charlene Scharf-Lafleur        | 111  | 51,9 |
| Joseph Squitti (Sortant)       | 103  | 48,1 |
| Taux de participation : 68,8 % |      |      |

### Aumond
| Candidats pour la mairie       | Vote | %    |
| ------------------------------ | ---- | ---- |
| Denis Charron                  | 289  | 59,6 |
| Germain St-Amour (Sortante)    | 121  | 24,9 |
| Luc Richard                    | 75   | 15,5 |
| Taux de participation : 51,8 % |      |      |

### Blue Sea
| Candidats pour la mairie       | Vote | %    |
| ------------------------------ | ---- | ---- |
| Laurent Fortin (Sortant)       | 308  | 68,8 |
| Sylvain Latreille              | 140  | 31,3 |
| Taux de participation : 57,9 % |      |      |

### Boileau
| Candidats pour la mairie       | Vote | %    |
| ------------------------------ | ---- | ---- |
| Henri Gariépy (Sortant)        | 136  | 48,2 |
| Nadine Proulx                  | 95   | 33,7 |
| Jean-Pierre Molloy             | 51   | 18,1 |
| Taux de participation : 63,6 % |      |      |

### Bois-Franc
| Candidats pour la mairie | Vote            | %               |
| ------------------------ | --------------- | --------------- |
| Armand Hubert (Sortant)  | Sans opposition | Sans opposition |

### Bouchette
| Candidats pour la mairie       | Vote | %    |
| ------------------------------ | ---- | ---- |
| Réjean Major                   | 290  | 68,4 |
| Jean-Pierre Rondeau            | 134  | 31,6 |
| Taux de participation : 56,0 % |      |      |

### Bowman
| Candidats pour la mairie       | Vote | %    |
| ------------------------------ | ---- | ---- |
| Michel David                   | 231  | 62,3 |
| Gaetan Bastien                 | 140  | 37,7 |
| Taux de participation : 58,2 % |      |      |

### Bristol
| Candidats pour la mairie       | Vote | %    |
| ------------------------------ | ---- | ---- |
| Brent Orr                      | 369  | 58,3 |
| Ronald Dagg                    | 264  | 41,7 |
| Taux de participation : 99,4 % |      |      |

### Bryson
| Candidats pour la mairie       | Vote | %    |
| ------------------------------ | ---- | ---- |
| John Griffin                   | 203  | 66,3 |
| Francis Cahill                 | 103  | 33,7 |
| Taux de participation : 54,8 % |      |      |

### Campbell's Bay
| Candidats pour la mairie       | Vote | %    |
| ------------------------------ | ---- | ---- |
| William Stewart                | 285  | 54,7 |
| Cletus Ferrigan                | 151  | 29,0 |
| Jean-Louis Auger (Sortant)     | 85   | 16,3 |
| Taux de participation : 79,7 % |      |      |

### Cantley
| Candidats pour la mairie       | Vote  | %    |
| ------------------------------ | ----- | ---- |
| Steve Harris (Sortant)         | 1 035 | 60,8 |
| Mario Noël                     | 666   | 39,2 |
| Taux de participation : 27,1 % |       |      |

### Cayamant
| Candidats pour la mairie       | Vote | %    |
| ------------------------------ | ---- | ---- |
| Pierre Pedro Chartrand         | 285  | 52,4 |
| Yves Lamarche                  | 165  | 30,3 |
| Réjean Crêtes                  | 54   | 9,9  |
| Suzanne McMillan               | 40   | 7,4  |
| Taux de participation : 60,2 % |      |      |

### Chelsea
| Candidats pour la mairie       | Vote  | %    |
| ------------------------------ | ----- | ---- |
| Caryl Green                    | 1 345 | 56,3 |
| Liam Fitzgerald                | 1 043 | 43,7 |
| Taux de participation : 49,5 % |       |      |

### Chénéville
| Candidats pour la mairie       | Vote | %    |
| ------------------------------ | ---- | ---- |
| Gilles Tremblay                | 251  | 54,1 |
| Shirley Whissell               | 160  | 34,5 |
| Michel Fournier                | 53   | 11,4 |
| Taux de participation : 64,4 % |      |      |

### Chichester
| Candidats pour la mairie | Vote            | %               |
| ------------------------ | --------------- | --------------- |
| Donald Gagnon (Sortant)  | Sans opposition | Sans opposition |

### Clarendon
| Candidats pour la mairie      | Vote            | %               |
| ----------------------------- | --------------- | --------------- |
| John A. (Jack) Lang (Sortant) | Sans opposition | Sans opposition |

### Déléage
| Candidats pour la mairie       | Vote | %    |
| ------------------------------ | ---- | ---- |
| Jean-Paul Barbe (Sortant)      | 477  | 54,4 |
| Raymond A. Morin               | 400  | 45,6 |
| Taux de participation : 53,8 % |      |      |

### Denholm
| Candidats pour la mairie | Vote            | %               |
| ------------------------ | --------------- | --------------- |
| Pierre Nelson Renaud     | Sans opposition | Sans opposition |

### Duhamel
| Candidats pour la mairie       | Vote | %    |
| ------------------------------ | ---- | ---- |
| David Pharand                  | 312  | 55,7 |
| Hélène Côté Lamarche           | 194  | 34,6 |
| Yvon Charlebois                | 54   | 9,6  |
| Taux de participation : 62,4 % |      |      |

### Egan-Sud
| Candidats pour la mairie | Vote            | %               |
| ------------------------ | --------------- | --------------- |
| Neil Gagnon (Sortant)    | Sans opposition | Sans opposition |

### Fassett
| Candidats pour la mairie | Vote            | %               |
| ------------------------ | --------------- | --------------- |
| Michel Rioux (Sortant)   | Sans opposition | Sans opposition |

### Fort-Coulonge
| Candidats pour la mairie       | Vote | %    |
| ------------------------------ | ---- | ---- |
| Raymond Durocher (Sortant)     | 617  | 77,8 |
| Michel Graveline               | 176  | 22,2 |
| Taux de participation : 64,8 % |      |      |

### Gatineau
| Candidats pour la mairie       | Vote   | %    |
| ------------------------------ | ------ | ---- |
| Marc Bureau (Sortant)          | 30 929 | 44,1 |
| Aurèle Desjardins              | 18 551 | 26,5 |
| Tony Cannavino                 | 17 119 | 24,4 |
| Luc Desjardins                 | 1 266  | 1,8  |
| Roger J. Fleury                | 1 198  | 1,7  |
| Richard Gravel                 | 1 052  | 1,5  |
| Taux de participation : 39,4 % |        |      |

### Gracefield
| Candidats pour la mairie       | Vote | %    |
| ------------------------------ | ---- | ---- |
| Réal Rochon (Sortant)          | 979  | 66,5 |
| Céline Deslauriers             | 406  | 27,6 |
| Paul Bertrand                  | 87   | 5,9  |
| Taux de participation : 55,2 % |      |      |

### Grand-Remous
| Partis                         | Partis                      | Candidats pour la mairie  | Vote | %    |
| ------------------------------ | --------------------------- | ------------------------- | ---- | ---- |
|                                | Défi-Pogrès de Grand-Remous | Yvon Quevillon            | 384  | 50,5 |
|                                | Ensemble pour l'Avenir      | Gérard Coulombe (Sortant) | 377  | 49,5 |
| Taux de participation : 71,3 % |                             |                           |      |      |

### Kazabazua
| Candidats pour la mairie       | Vote | %    |
| ------------------------------ | ---- | ---- |
| Ota Hora                       | 194  | 47,5 |
| Ron Laflamme                   | 99   | 24,3 |
| Robert Pétrin                  | 88   | 21,6 |
| Cecil Crites                   | 27   | 6,6  |
| Taux de participation : 51,0 % |      |      |

### L'Ange-Gardien
| Candidats pour la mairie       | Vote | %    |
| ------------------------------ | ---- | ---- |
| Robert Goulet                  | 705  | 51,0 |
| Jacques Perron                 | 677  | 49,0 |
| Taux de participation : 38,6 % |      |      |

### L'Île-du-Grand-Calumet
| Candidats pour la mairie    | Vote            | %               |
| --------------------------- | --------------- | --------------- |
| Paul-Émile Maleau (Sortant) | Sans opposition | Sans opposition |

### L'Isle-aux-Allumettes
| Candidats pour la mairie       | Vote | %    |
| ------------------------------ | ---- | ---- |
| Winston Sunstrum               | 508  | 53,0 |
| Brian Adam (Sortant)           | 338  | 35,2 |
| Richard Lavigne                | 113  | 11,8 |
| Taux de participation : 65,9 % |      |      |

### Lac-des-Plages
| Candidats pour la mairie       | Vote | %    |
| ------------------------------ | ---- | ---- |
| Josée Simon (Sortante)         | 274  | 62,6 |
| Louis Venne                    | 164  | 37,4 |
| Taux de participation : 64,5 % |      |      |

### Lac-Sainte-Marie
| Candidats pour la mairie       | Vote | %    |
| ------------------------------ | ---- | ---- |
| Gary Lachapelle                | 264  | 60,1 |
| Stanley Christensen            | 175  | 39,9 |
| Taux de participation : 60,8 % |      |      |

### Lac-Simon
| Candidats pour la mairie       | Vote | %    |
| ------------------------------ | ---- | ---- |
| Denis Papin                    | 531  | 66,3 |
| Serge Thivierge (Sortant)      | 270  | 33,7 |
| Taux de participation : 56,1 % |      |      |

### La Pêche
| Candidats pour la mairie  | Vote            | %               |
| ------------------------- | --------------- | --------------- |
| Robert Bussière (Sortant) | Sans opposition | Sans opposition |

### Litchfield
| Candidats pour la mairie  | Vote            | %               |
| ------------------------- | --------------- | --------------- |
| Michael McCrank (Sortant) | Sans opposition | Sans opposition |

### Lochaber
| Candidats pour la mairie | Vote            | %               |
| ------------------------ | --------------- | --------------- |
| Georges Leduc (Sortant)  | Sans opposition | Sans opposition |

### Lochaber-Partie-Ouest
| Candidats pour la mairie       | Vote | %    |
| ------------------------------ | ---- | ---- |
| Michel Labrecque (Sortant)     | 216  | 56,1 |
| Denise Dagenais                | 169  | 43,9 |
| Taux de participation : 75,5 % |      |      |

### Low
| Candidats pour la mairie       | Vote | %    |
| ------------------------------ | ---- | ---- |
| Morris O'Connor                | 310  | 73,6 |
| Fay Pinard                     | 111  | 26,4 |
| Taux de participation : 41,1 % |      |      |

### Maniwaki
| Candidats pour la mairie  | Vote            | %               |
| ------------------------- | --------------- | --------------- |
| Robert Coulombe (Sortant) | Sans opposition | Sans opposition |

### Mansfield-et-Pontefract
| Candidats pour la mairie       | Vote | %    |
| ------------------------------ | ---- | ---- |
| Leslie L. Bélair               | 802  | 69,7 |
| Katlheen Lévesque Bélec        | 219  | 19,0 |
| Richard Romain (Sortant)       | 129  | 11,2 |
| Taux de participation : 63,2 % |      |      |

### Mayo
| Candidats pour la mairie       | Vote | %    |
| ------------------------------ | ---- | ---- |
| Gaëtan Brunet                  | 176  | 53,0 |
| Normand Vachon (Sortant)       | 124  | 37,3 |
| L. Georges Boros               | 32   | 9,6  |
| Taux de participation : 69,4 % |      |      |

- L'ancien maire Normand Vachon redevient maire de la municipalité en cours de mandat[Quand ?].

### Messines
| Candidats pour la mairie       | Vote | %    |
| ------------------------------ | ---- | ---- |
| Ronald Cross (Sortant)         | 595  | 91,4 |
| Guy Rivard                     | 56   | 8,6  |
| Taux de participation : 43,3 % |      |      |

### Montcerf-Lytton
| Candidats pour la mairie       | Vote | %    |
| ------------------------------ | ---- | ---- |
| Alain Fortin                   | 266  | 53,7 |
| Fernand Lirette (Sortant)      | 127  | 25,7 |
| Maurice G. Roy                 | 102  | 20,6 |
| Taux de participation : 75,1 % |      |      |

### Montebello
| Candidats pour la mairie       | Vote | %    |
| ------------------------------ | ---- | ---- |
| Pierre Bertrand                | 326  | 55,3 |
| Jean-Paul Descoeurs (Sortant)  | 263  | 44,7 |
| Taux de participation : 65,4 % |      |      |

### Mulgrave-et-Derry
| Candidats pour la mairie | Vote            | %               |
| ------------------------ | --------------- | --------------- |
| Michael Kane (Sortant)   | Sans opposition | Sans opposition |

### Namur
| Candidats pour la mairie       | Vote | %    |
| ------------------------------ | ---- | ---- |
| Gilbert Dardel (Sortant)       | 224  | 58,5 |
| Jacqueline Dubeau-Leggett      | 159  | 41,5 |
| Taux de participation : 66,8 % |      |      |

### Notre-Dame-de-Bonsecours
| Candidats pour la mairie       | Vote | %    |
| ------------------------------ | ---- | ---- |
| Denis Beauchamp (Sortant)      | 75   | 50,7 |
| Pierre J. Ippersiel            | 73   | 49,3 |
| Taux de participation : 61,9 % |      |      |

### Notre-Dame-de-la-Paix
| Candidats pour la mairie | Vote            | %               |
| ------------------------ | --------------- | --------------- |
| Daniel Bock (Sortant)    | Sans opposition | Sans opposition |

### Notre-Dame-de-la-Salette
| Candidats pour la mairie | Vote            | %               |
| ------------------------ | --------------- | --------------- |
| Daniel Malette           | Sans opposition | Sans opposition |

### Otter Lake
| Candidats pour la mairie       | Vote | %    |
| ------------------------------ | ---- | ---- |
| Graham Hawley                  | 380  | 61,5 |
| Terry G. Richard (Sortant)     | 238  | 38,5 |
| Taux de participation : 68,6 % |      |      |

### Papineauville
| Candidats pour la mairie       | Vote | %    |
| ------------------------------ | ---- | ---- |
| Gilles Clément                 | 532  | 46,3 |
| André Blais (Sortant)          | 466  | 40,6 |
| Gilles Hébert                  | 150  | 13,1 |
| Taux de participation : 63,0 % |      |      |

### Plaisance
| Candidats pour la mairie    | Vote            | %               |
| --------------------------- | --------------- | --------------- |
| Paulette Lalande (Sortante) | Sans opposition | Sans opposition |

### Pontiac
| Candidats pour la mairie       | Vote | %    |
| ------------------------------ | ---- | ---- |
| Edward McCann (Sortant)        | 902  | 49,2 |
| Garry Dagenais                 | 790  | 43,1 |
| Jo-Anne Simard                 | 142  | 7,7  |
| Taux de participation : 43,0 % |      |      |

### Portage-du-Fort
| Candidats pour la mairie       | Vote | %    |
| ------------------------------ | ---- | ---- |
| Lynne Cameron                  | 82   | 50,9 |
| Neil Farrell                   | 79   | 49,1 |
| Taux de participation : 73,6 % |      |      |

### Rapides-des-Joachims
| Candidats pour la mairie       | Vote | %    |
| ------------------------------ | ---- | ---- |
| James Gibson                   | 59   | 54,6 |
| Noël Leclerc                   | 49   | 45,4 |
| Taux de participation : 76,0 % |      |      |

### Ripon
| Candidats pour la mairie | Vote            | %               |
| ------------------------ | --------------- | --------------- |
| Luc Desjardins           | Sans opposition | Sans opposition |

### Saint-André-Avellin
| Candidats pour la mairie       | Vote | %    |
| ------------------------------ | ---- | ---- |
| Thérèse Whissell (Sortant)     | 873  | 60,9 |
| André Robert                   | 358  | 25,0 |
| Dany Ouellet                   | 203  | 14,2 |
| Taux de participation : 50,1 % |      |      |

### Saint-Émile-de-Suffolk
| Candidats pour la mairie       | Vote | %    |
| ------------------------------ | ---- | ---- |
| Michel Samson                  | 114  | 36,8 |
| Martin Blais (Sortant)         | 106  | 34,2 |
| Serge Carrière                 | 90   | 29,0 |
| Taux de participation : 51,8 % |      |      |

### Saint-Sixte
| Candidats pour la mairie | Vote            | %               |
| ------------------------ | --------------- | --------------- |
| André Bélisle            | Sans opposition | Sans opposition |

### Sainte-Thérèse-de-la-Gatineau
| Candidats pour la mairie  | Vote            | %               |
| ------------------------- | --------------- | --------------- |
| Roch Carpentier (Sortant) | Sans opposition | Sans opposition |

### Shawville
| Candidats pour la mairie       | Vote | %    |
| ------------------------------ | ---- | ---- |
| Albert Armstrong (Sortant)     | 545  | 61,2 |
| Keith Harris                   | 346  | 38,8 |
| Taux de participation : 69,4 % |      |      |

### Sheenboro
| Candidats pour la mairie       | Vote | %    |
| ------------------------------ | ---- | ---- |
| Dick Edwards                   | 141  | 71,9 |
| Barbara Jennings               | 55   | 28,1 |
| Taux de participation : 94,3 % |      |      |

### Thorne
| Candidats pour la mairie | Vote            | %               |
| ------------------------ | --------------- | --------------- |
| Ross Vowles (Sortant)    | Sans opposition | Sans opposition |

### Thurso
| Candidats pour la mairie | Vote            | %               |
| ------------------------ | --------------- | --------------- |
| Maurice Boivin (Sortant) | Sans opposition | Sans opposition |

### Val-des-Bois
| Candidats pour la mairie | Vote            | %               |
| ------------------------ | --------------- | --------------- |
| Marcel Proulx (Sortant)  | Sans opposition | Sans opposition |

### Val-des-Monts
| Candidats pour la mairie       | Vote  | %    |
| ------------------------------ | ----- | ---- |
| Jean Lafrenière (Sortant)      | 1 073 | 39,6 |
| Pierre Bélec                   | 774   | 28,6 |
| Michel B. Gauthier             | 764   | 28,2 |
| Guy Dostaler                   | 98    | 3,6  |
| Taux de participation : 31,7 % |       |      |

### Waltham
| Candidats pour la mairie       | Vote | %    |
| ------------------------------ | ---- | ---- |
| Garry Marchand                 | 136  | 51,7 |
| Wayne Venne (Sortant)          | 127  | 48,3 |
| Taux de participation : 71,6 % |      |      |